# U-Bahnhof Alberti

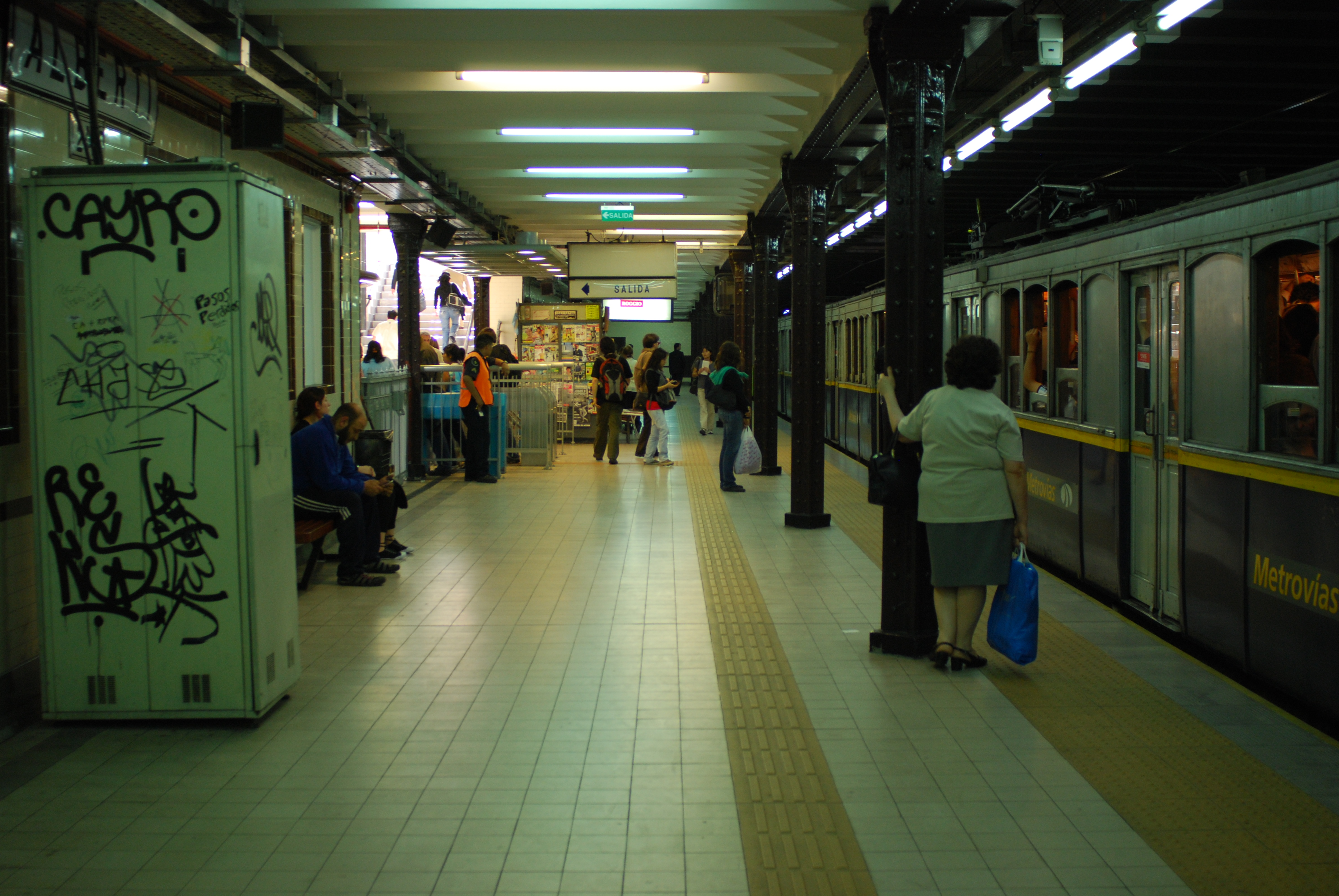
Blick in den U-Bahnhof Alberti

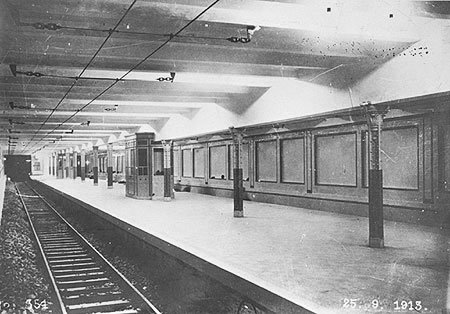
Bild des heute geschlossenen nördlichen Seitenbahnsteiges, 1913

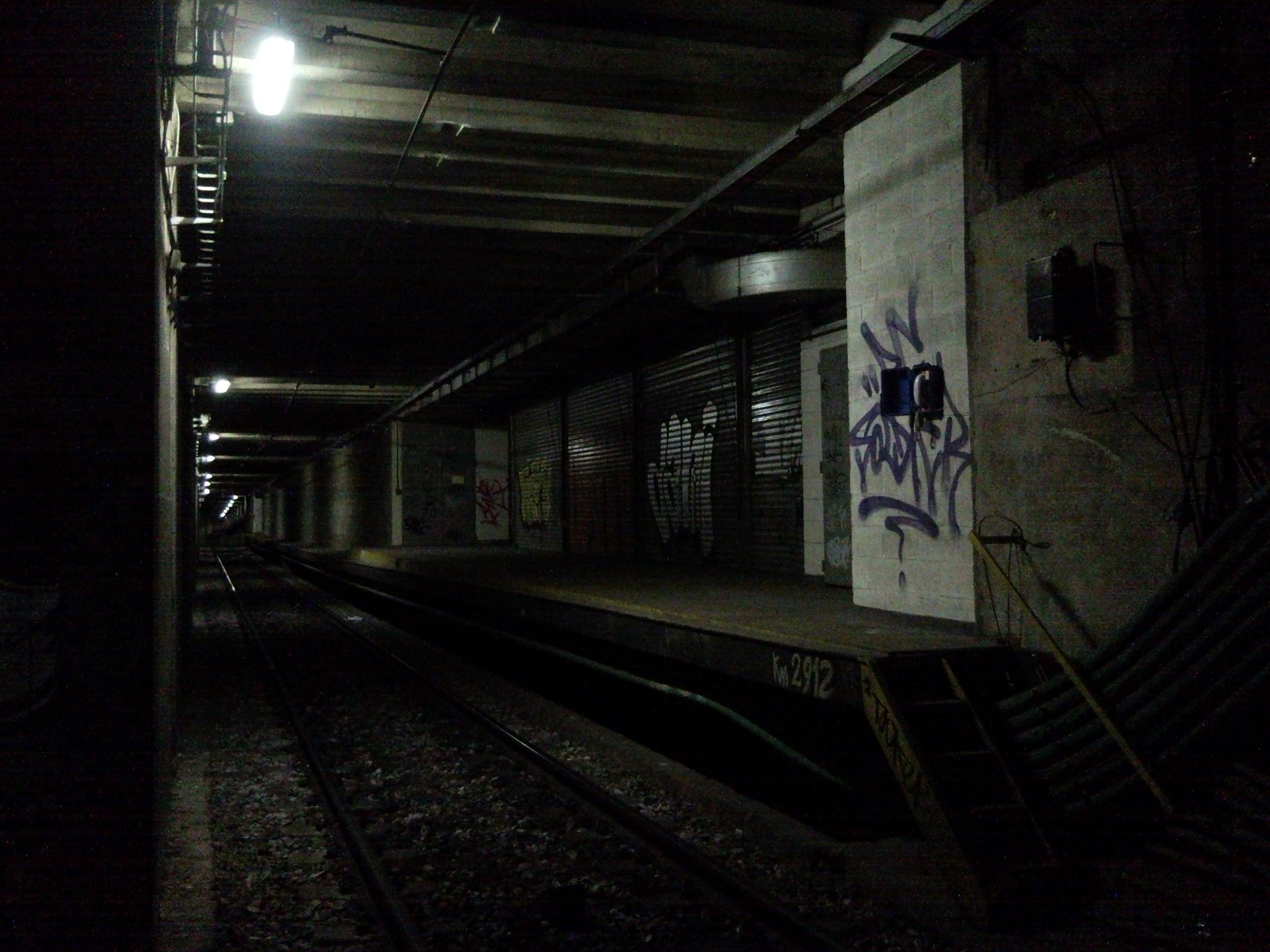
Aktueller Zustand des geschlossenen Bahnsteiges, 2009

Der U-Bahnhof Alberti ist eine Tunnel-Station der Linie A der Subterráneos de Buenos Aires und ist Teil des Abschnittes Plaza de Mayo – Plaza Miserere, der als Erster des Netzes am 1. Dezember 1913 eröffnet wurde. Der U-Bahnhof befindet sich unterhalb der Avenida Rivadavia zwischen den Straßen Calle Larrea/Calle Alberti und Calle Azcuénaga/Calle Matheu. Namensträger der Straße und damit der U-Bahn-Station ist Manuel Alberti, Priester und entscheidende Person während der argentinischen Mai-Revolution. Am Bahnhof Alberti halten ausschließlich Züge gen Westen.

## Geschichte
Der U-Bahnhof Alberti wurde gemeinsam mit dem Abschnitt zwischen der Plaza de Mayo und der Plaza Miserere am 1. Dezember 1913 in Betrieb genommen. Ursprünglich mit zwei voneinander versetzten Seitenbahnsteigen ausgestattet, hielten die U-Bahn-Züge in beiden Richtungen. Kennfarbe des Bahnhofes war und ist Schwarz, teilweise mit braunen Zierstreifen. Die Wände sind weiß beziehungsweise beige gefliest.
Ähnlich wie beim Nachbarbahnhof Pasco schloss die Betreibergesellschaft am 6. August 1953 den versetzten Seitenbahnsteig für Züge in Richtung Osten, während der Seitenbahnsteig für Züge gen Westen weiterhin in Betrieb blieb. Über die Gründe für die Schließung kann nur spekuliert werden. Am wahrscheinlichsten ist der geringe Abstand zwischen den Nachbarstationen der Grund. Während zu Zeiten der staatlichen Betreibergesellschaft SBASE der Bahnsteig als Lager diente, beschloss die private Betreibergesellschaft Metrovías dort ein Unterwerk einzurichten.
1997 wurde der U-Bahnhof als nationales historisches Denkmal (monumento histórico nacional) eingestuft.

## Anbindung
Am U-Bahnhof bestehen Umsteigemöglichkeit zu zahlreichen Bussen (colectivos).
| Linie | Verlauf |
| ----- | --- |
|       | Plaza de Mayo – Perú – Piedras – Lima – Sáenz Peña – Congreso – Pasco – Alberti – Plaza Miserere – Loria – Castro Barros – Río de Janeiro – Acoyte – Primera Junta – Puán – Carabobo – San José de Flores – San Pedrito |